# Magyar Gazdaságtörténelmi Szemle
Magyar Gazdaságtörténelmi Szemle 1894-1906 között megjelenő gazdaságtörténeti szakfolyóirat.
Paikert Alajos és Tagányi Károly alapította az Európában is úttörő gazdaságtörténeti kutatások közzétételére. Kiadásában kezdetben a Földművelésügyi Minisztérium és az Országos Magyar Gazdasági Egyesület vett részt. 1894–1906 között 13 kötete jelent meg. 
Fő munkatársai: Acsády Ignác, Kováts Ferenc, Paikert Alajos, Tagányi Károly és Takáts Sándor voltak. Jelentősége abban állt, hogy szerzői a nemzeti romantikus irányzattal szemben sokkal inkább gazdaság- és társadalomtörténeti kérdésekkel foglalkoztak.
A folyóiratban közzétett adatok értékét növeli, hogy az eredeti okmányanyag egy része elpusztult, elkallódott vagy hozzáférhetetlenné vált a folyóirat megjelentetése óta. Használatát megkönnyíti a Vácz Elemér szerkesztésében 1935-ben közzétett tartalommutató.